# Біатлон на зимових Олімпійських іграх 2014
Змагання з біатлону на зимових Олімпійських іграх 2014 року в Сочі проходили на лижно-біатлонному стадіоні «Лаура» з 8 по 22 лютого. Розіграно 11 комплектів нагород. 

## Дисципліни (біатлонні)
| Чоловіки                      | Жінки                       | Змішані                                       |
| ----------------------------- | --------------------------- | --------------------------------------------- |
| 10 км, Спринт                 | 7,5 км, Спринт              |                                               |
| 12,5 км, Гонка переслідування | 10 км, Гонка переслідування |                                               |
| 20 км, Індивідуальна          | 15 км, Індивідуальна        |                                               |
| 15 км, Мас-старт              | 12,5 км, Мас-старт          |                                               |
| 4 × 7,5 км, Естафета          | 4 × 6 км, Естафета          | 2 × 6 км жіноча, 2 × 7,5 км чоловіча Естафети |

## Розклад змагань
| День    | Дата                 | Старт | Фініш | Дисципліна                                                              |
| ------- | -------------------- | ----- | ----- | ----------------------------------------------------------------------- |
| День 2  | Субота 2014-02-08    | 18:30 | 20:00 | Спринт 10 км, чоловіки                                                  |
| День 3  | Неділя 2014-02-09    | 18:30 | 20:00 | Спринт 7,5 км, жінки                                                    |
| День 4  | Понеділок 2014-02-10 | 19:00 | 20:00 | Гонка переслідування 12,5 км, чоловіки                                  |
| День 5  | Вівторок 2014-02-11  | 19:00 | 20:00 | Гонка переслідування 10 км, жінки                                       |
| День 7  | Четвер 2014-02-13    | 18:00 | 20:00 | Індивідуальна гонка 20 км, чоловіки                                     |
| День 8  | П'ятниця 2014-02-14  | 18:00 | 20:00 | Індивідуальна гонка 15 км, жінки                                        |
| День 11 | Понеділок 2014-02-17 | 19:00 | 20:00 | Мас-старт 12,5 км, жінки                                                |
| День 12 | Вівторок 2014-02-18  | 19:00 | 20:00 | Мас-старт 15 км, чоловіки (перенесено з 2014-02-16 через погодні умови) |
| День 13 | Середа 2014-02-19    | 18:30 | 20:00 | Змішана естафета                                                        |
| День 15 | П'ятниця 2014-02-21  | 18:30 | 20:00 | Естафета 4×6 км, жінки                                                  |
| День 16 | Субота 2014-02-22    | 18:30 | 20:00 | Естафета 4×7,5 км, чоловіки                                             |

## Медальний залік

### Таблиця
| Місце | Країна           | Золото | Срібло | Бронза | Загалом |
| ----- | ---------------- | ------ | ------ | ------ | ------- |
| 1     | Норвегія (NOR)   | 3      | 2      | 1      | 6       |
| 2     | Білорусь (BLR)   | 3      | 0      | 1      | 4       |
| 3     | Франція (FRA)    | 2      | 1      | 1      | 4       |
| 4     | Росія (RUS)      | 1      | 1      | 0      | 2       |
| 5     | Україна (UKR)    | 1      | 1      | 0      | 2       |
| 6     | Словаччина (SVK) | 1      | 0      | 0      | 1       |
| 7     | Чехія (CZE)      | 0      | 3      | 3      | 6       |
| 8     | Німеччина (GER)  | 0      | 2      | 0      | 2       |
| 9     | Австрія (AUT)    | 0      | 1      | 1      | 2       |
| 10    | Швейцарія (SUI)  | 0      | 1      | 0      | 1       |
| 11    | Італія (ITA)     | 0      | 0      | 2      | 2       |
| 11    | Словенія (SLO)   | 0      | 0      | 1      | 1       |
|       | Всього           | 11     | 11     | 11     | 33      |

### Чоловіки
| Гонка:                                                                               | Золото:                                                               | Час               | Срібло:                                                          | Час               | Бронза:                                                                      | Час               |
| Індивідуальна гонка 20 км Протокол [Архівовано 23 лютого 2014 у Wayback Machine.]    | Мартен Фуркад Франція                                                 | 49:31.7 (0+1+0+0) | Ерік Лессер Німеччина                                            | 49:43.9 (0+0+0+0) | Євген Гаранічев Росія                                                        | 50:06.2 (0+1+0+0) |
| Спринт 10 км Протокол [Архівовано 23 лютого 2014 у Wayback Machine.]                 | Уле-Ейнар Б'єрндален Норвегія                                         | 24:33.5 (0+1)     | Домінік Ландертінгер Австрія                                     | 24:34.8 (0+0)     | Ярослав Соукуп Чехія                                                         | 24:39.2 (0+0)     |
| Гонка переслідування 12,5 км Протокол [Архівовано 23 лютого 2014 у Wayback Machine.] | Мартен Фуркад Франція                                                 | 33:48.6 (0+0+1+0) | Ондрей Моравець Чехія                                            | 34:02.7 (0+0+0+0) | Жан-Гійом Беатрікс Франція                                                   | 34:12.8 (0+0+1+0) |
| Мас-старт 15 км                                                                      | Еміль Хегле Свендсен · Норвегія (NOR)                                 | 42:29.1           | Мартен Фуркад · Франція (FRA)                                    | 42:29.1           | Ондрей Моравець · Чехія (CZE)                                                | 42:42.9           |
| Естафета                                                                             | Росія (RUS) Олексій Волков Євген Устюгов Дмитро Малишко Антон Шипулін | 1:12:15.9         | Німеччина (GER) Ерік Лессер Даніель Бем Арнд Пайффер Сімон Шемпп | 1:12:19.4         | Австрія (AUT) Крістоф Зуманн Даніель Мезотіч Сімон Едер Домінік Ландертінгер | 1:12:45.7         |

### Жінки
| Гонка:                                                                             | Золото:                                                                | Час               | Срібло:                                                                 | Час               | Бронза:                                                                       | Час               |
| Індивідуальна гонка 15 км                                                          | Дар'я Домрачева · Білорусь (BLR)                                       | 43:19.6           | Селіна Гаспарен · Швейцарія (SUI)                                       | 44:35.3           | Надія Скардіно · Білорусь (BLR)                                               | 44:57.8           |
| Спринт 7,5 км Протокол [Архівовано 23 лютого 2014 у Wayback Machine.]              | Анастасія Кузьміна Словаччина                                          | 21:06.8 (0+0)     | Віта Семеренко Україна                                                  | 21:28.5 (0+0)     | Карін Обергофер Італія                                                        | 21:34.7 (0+0)     |
| Гонка переслідування 10 км Протокол [Архівовано 23 лютого 2014 у Wayback Machine.] | Дар'я Домрачева Білорусь                                               | 29:30.7 (0+0+0+1) | Тура Бергер Норвегія                                                    | 30:08.3 (0+0+0+1) | Тея Грегорін Словенія                                                         | 30:12.7 (0+0+1+0) |
| Мас-старт 12,5 км                                                                  | Дар'я Домрачева · Білорусь (BLR)                                       | 35:25.6           | Габріела Соукалова · Чехія (CZE)                                        | 35:45.8           | Тіріл Екгофф · Норвегія (NOR)                                                 | 35:52.9           |
| Естафета                                                                           | Україна (UKR) Віта Семеренко Юлія Джима Валя Семеренко Олена Підгрушна | 1:10:02.5         | Норвегія (NOR) Фанні Гурн Тіріл Екгофф Анн Крістін Флатланд Тура Бергер | 1:10:40.1         | Чехія (CZE) Ева Пускарчикова Габріела Соукалова Їтка Ландова Вероніка Віткова | 1:11:25.7         |

### Змішані змагання
| Гонка:   | Золото:                                                                           | Час       | Срібло:                                                                        | Час       | Бронза:                                                               | Час       |
| Естафета | Норвегія (NOR) Тура Бергер Тіріл Екгофф Уле-Ейнар Б'єрндален Еміль Хегле Свендсен | 1:09:17.0 | Чехія (CZE) Вероніка Віткова Габріела Соукалова Ярослав Соукуп Ондрей Моравець | 1:09:49.6 | Італія (ITA) Доротея Вірер Карін Обергофер Домінік Віндіш Лукас Гофер | 1:10:15.2 |

## Участь України
До заявки української команди потрапили:
- Валя Семеренко
- Юлія Джима
- Олена Підгрушна
- Віта Семеренко
- Наталія Бурдига
- Марія Панфілова
- Сергій Семенов
- Артем Прима
- Андрій Дериземля
- Дмитро Підручний
- Сергій Седнєв

У разі травми або хвороби когось із спортсменів, у складі збірної можна буде провести по одній заміні у чоловіків і жінок. Запасні — Інна Супрун та Олександр Біланенко.